# Referendum in Slovenia del giugno 2010
Il referendum in Slovenia del giugno 2010 è stato un referendum svoltosi il 6 giugno 2010 per chiedere il consenso dei cittadini all'arbitrato internazionale su una disputa territoriale con la Croazia. Il 51,5% dei votanti si è espresso a favore dell'arbitrato.

## Contesto

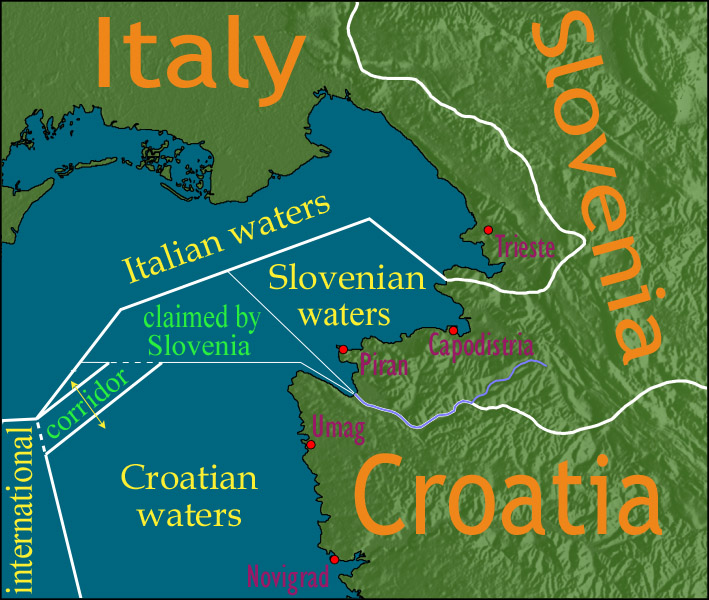
Mappa della disputa sul confine Croazia-Slovenia nella baia di Pirano

Oggetto della votazione era il consenso a sottoporre la lunga controversia sul confine sloveno-croato all'arbitrato di un collegio internazionale appositamente nominato, il cui verdetto sarebbe stato vincolante per i due paesi. La disputa territoriale risaliva al 1991: dopo lo scioglimento della Repubblica Socialista di Jugoslavia, Slovenia e Croazia iniziarono a discutere sulla delimitazione delle acque territoriali nel Golfo di Pirano . La Croazia insisteva su un'equa distribuzione delle acque della baia, mentre la Slovenia temeva che tale delimitazione le avrebbe impedito di accedere liberamente alle acque internazionali del Mar Adriatico. Inoltre, vi erano contrasti anche per il confine lungo il fiume Mura nel nord-est della Slovenia.
A causa della controversia, le relazioni diplomatiche di entrambi i paesi rimasero tese. Nel dicembre 2008 la Slovenia bloccò l'andamento dei negoziati sull'adesione della Croazia all'Unione Europea, sostenendo che nei documenti presentati, la Croazia aveva determinato la divisione della baia a suo favore. Solo nel settembre 2009 il primo ministro sloveno Borut Pahor e la prima ministra croata Jadranka Kosor decisero di sbloccare i colloqui di adesione della Croazia e di non risolvere la controversia durante questi ultimi. Tuttavia, il completamento dei colloqui di adesione, inizialmente previsto per il 2009, è stato rinviato all'anno successivo. Il 4 novembre 2009 entrambi i paesi firmarono un accordo per deferire la controversia con un arbitrato internazionale. Nei mesi successivi, l'accordo fu ratificato dai parlamenti di entrambi i paesi.
Nonostante la ratifica dell'accordo da parte dell'Assemblea nazionale slovena, il 19 aprile 2010 il Partito Democratico Sloveno dell'ex primo ministro Janez Janša si oppose all'arbitrato, definendolo come una "capitolazione" che non era nell'interesse del paese. L'opposizione di destra chiese così che si tenesse una votazione popolare sulla questione. Nel marzo 2010 il primo ministro Pahor accolse la richiesta dell'opposizione e ha deciso di indire un referendum. La mozione in materia è stata presentata al parlamento da quasi tutti i deputati il 26 aprile 2010. Il 3 maggio 2010 il parlamento ha disposto all'unanimità l'organizzazione di un referendum per il 6 giugno 2010.

## Risultati e reazioni del referendum

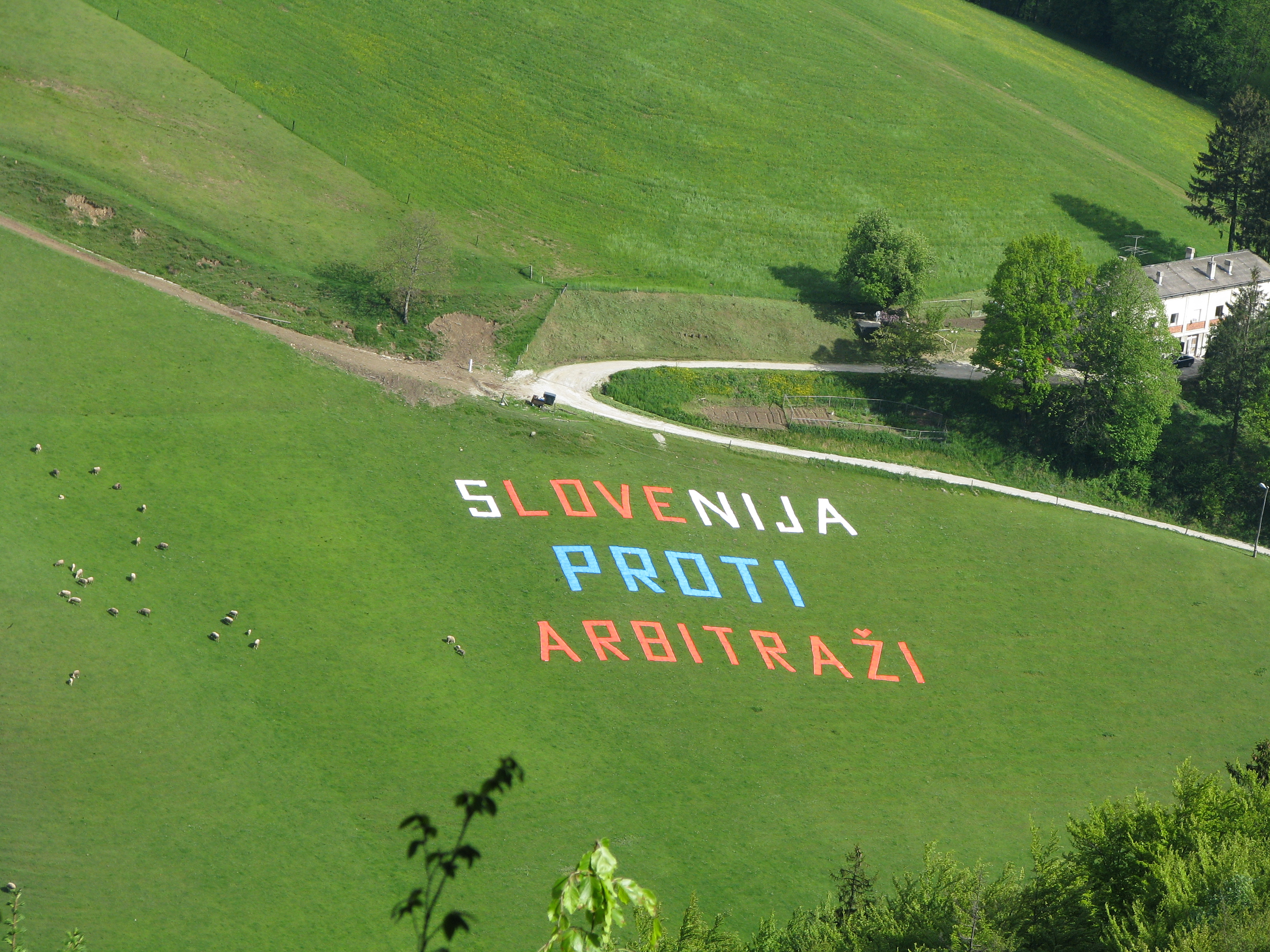
Campagna referendaria per la "Slovenia contro l'arbitrato"

In un referendum del 6 giugno 2010, il 51,5% dei votanti ha sostenuto l'arbitrato internazionale sulla delimitazione delle acque nel Golfo di Pirano. Il primo ministro Borut Pahor ha descritto il voto come una "decisione storica" e "un grande successo per la Slovenia". Il primo ministro croato Jadranka Kosor ha espresso la convinzione che l'accordo con la Slovenia separerà la questione dei colloqui di adesione all'Unione europa dalla controversia bilaterale, consentendo loro di concludersi senza ostacoli da parte della Slovenia. José Manuel Barroso, presidente della Commissione europea, ha accolto con favore il risultato del referendum, definendolo "un importante passo avanti".
| Preferenza                    | Voti      | %       |
| ----------------------------- | --------- | ------- |
| Sì                            | 371 848   | 51,54%  |
| No                            | 349 595   | 48,46%  |
| bianche/nulle                 | 5 544     | –       |
| Totale                        | 727 361   | 100,00% |
| Elettori registrati/affluenza | 1 705 105 | 42,66%  |
| Fonte: IFES                   |           |         |

## Conseguenze
Il procedimento arbitrale per la delimitazione dei confini terrestri e marittimi tra la Repubblica di Slovenia e la Repubblica di Croazia davanti alla Corte permanente di arbitrato dell'Aia iniziò il 4 novembre 2009, con la sottoscrizione a Stoccolma della convenzione di arbitrato internazionale tra i due paesi.
Nel luglio 2015 la parte croata annunciò di volersi ritirare dall'arbitrato, a seguito della pubblicazione di intercettazioni telefoniche tra l'arbitro sloveno Jernej Sekolec e il rappresentante del governo croato Budislav Vukas su parti riservate del procedimento e su presunti piani per influenzare gli altri arbitri. Dopo le dimissioni e la sostituzione dell'arbitro sloveno, la Corte dell'Aia riprese i suoi lavori, consegnando il lodo il 29 giugno 2017. 
La decisione del tribunale ha assegnato alla Slovenia tre quarti della baia di Pirano e il corridoio verso le acque internazionali, la parte contesa del villaggio di Brezovec (nel comune di Lendava) sul fiume Mura e quei territori dove le aree catastali dei registri dei due paesi si sovrapponevano, ma dove la Slovenia era più attiva nel far valere la sua autorità, come nel caso del villaggio di Draga vicino a Sekulić (Ozalj) sul fiume Sotla, mentre le frazioni contese lungo il fiume Dragogna nel sud-ovest appartenevano alla Croazia. Laddove i catasti erano armonizzati, gli arbitri determinarono la frontiera secondo quei confini, senza tener conto delle circostanze pratiche. Nella sua decisione finale, la Corte dell'Aja ha chiarito che l'arbitro e agente della Repubblica di Slovenia aveva violato le disposizioni dell'accordo arbitrale tra Slovenia e Croazia e i principi dell'arbitrato, ma ha anche dichiarato che le violazioni non erano così gravi da influenzare la decisione finale della Corte e che la Corte non avrebbe dovuto continuare il suo lavoro e decidere sul corso del confine tra i due paesi. Inoltre, in seguito alla violazione, tutte le osservazioni scritte e orali dell'arbitro sloveno, dottor Sekolc, sono state ritirate dal fascicolo del caso, così come tutte le osservazioni dell'arbitro croato, signor Vukas, che aveva risieduto presso l'ambasciata croata nei Paesi Bassi mentre partecipava all'arbitrato, come la Corte sapeva, e che si era dimesso da arbitro dopo il "ritiro" della Croazia dal procedimento.
Il governo della Croazia non ha tuttavia accettato il verdetto dell'arbitrato, ritenendolo "inquinato", non riconoscendo così i confini marittimi stabiliti. Per tale motivo, la Slovenia ha citato per inadempimento la Croazia davanti alla Corte di giustizia dell'Unione europea, la quale però in data 31 gennaio 2020 ha sentenziato la propria incompetenza sulla questione, trattandosi di una convenzione di arbitrato bilaterale.